# Kyle Crockett
Pour les articles homonymes, voir Crockett.
Kyle Richard Crockett (né le 15 décembre 1991 à Newport News, Virginie, États-Unis) est un lanceur de relève gaucher des Ligues majeures de baseball qui a joué avec les Indians de Cleveland et les Reds de Cincinnati entre 2014 et 2018.

## Carrière
Joueur des Cavaliers de l'université de Virginie, Kyle Crockett est un choix de quatrième ronde des Indians de Cleveland en 2013. Il fait immédiatement ses débuts professionnels en ligues mineures et passe durant l'été par trois clubs affiliés aux Indians. En 24 manches et deux tiers lancées en relève pour ses trois équipes, il n'accorde qu'un seul point mérité.
Crockett amorce la saison 2014 au niveau Double-A des ligues mineures, chez les Aeros d'Akron de l'Eastern League et est à la mi-mai appelé pour la première fois chez les Indians. Il fait ses débuts dans le baseball majeur comme lanceur de relève pour Cleveland le 16 mai 2014 face aux Athletics d'Oakland.